# Dinara Nurdbayeva
Dinara Nurdbayeva (nacida el 24 de julio de 1976) es una ex bailarina sobre hielo competitiva de Uzbekistán. Junto con su compañero de patinaje, Muslim Sattarov, representó a Uzbekistán en los Juegos Olímpicos de Invierno de 1994 en Lillehammer, donde quedó en el puesto 21 en la categoría de danza sobre hielo.

## Aspectos competitivos destacados
Junto a Sattarov:
| Internacional                | Internacional |
| Evento                       | 1994          |
| ---------------------------- | ------------- |
| Juegos Olímpicos de Invierno | 21.ª          |
| Campeonato Mundial           | 33.ª          |